# Станично-Луганский краеведческий музей
Станично-Луганский областной краеведческий музей (укр. Станично-Луганський краєзнавчий музей) — основанный 1 сентября 1988 года в Станице Луганской, Луганской области Украины.

## История
Музей открыт 1 сентября 1988 года.
Первая выставка в музее была посвящена трёхсотлетию основания Станицы Луганской.
В 1993 году создана экспозиция «Станица Луганская, исконное поселение донских казаков». Таким образом, со временем музей превратился из краеведческого поселкового в музей Донского казачества.
Первый директор - Анатолий Кудаев.

## Экспозиция
В музее проводятся экскурсии по залам посвящённым истории посёлка и жизни Донских казаков.
В 1999 году в музее на первом этаже открыта действующая выставка скульптора, заслуженного художника Украины и лауреата Российской премии имени Михаила Шолохова Николая Васильевича Можаева. Можаев сделал памятники такие как: посвящённые первооткрывателю угля в Донбассе Григорию Капустину и атаману Войска Донского Кондратия Булавина.
В 2012 году в фонде 1666 предметов из основного и 836 из научно-вспомогательного фонда.
Собрать экспонаты помогали школы из Станично-Луганского района, а также Луганский клуб военно-исторический реконструкции Дон и местные жители.
С июня 2007 года работает экспозиция «Наши земляки» про участников Великой Отечественной войны.

## Описание
В музее проходит научно-исследовательская работа, и изучается история о населенных пунктах в Станично-Луганского районе, а также собираются экспонаты и материалы о истории края.
В музее изучают культурные традиции местных казаков и записывают образцы устного народного творчества, также проводятся встречи с ветеранами Великой Отечественной войны, и с ликвидаторами аварии на Чернобыльской АЭС, проходят фольклорные праздники, а также творческие вечера и организуются выставки художников.
Музей посещают жители из районов, областей, а также из ближних и дальних территорий.
В 2009 году музей посетило около 7500 человек.